# Mieke Offeciers-Van De Wiele
 (août 2012).
Si vous disposez d'ouvrages ou d'articles de référence ou si vous connaissez des sites web de qualité traitant du thème abordé ici, merci de compléter l'article en donnant les références utiles à sa vérifiabilité et en les liant à la section « Notes et références ».
 Mieke Offeciers-Van De Wiele, née le 12 août 1952 à Kruibeke est une femme d'affaires et femme politique belge.
Elle occupe, de 1992 à 1993, le poste de ministre CVP du Budget, au sein du gouvernement Dehaene I.